# Langengrassau
Langengrassau ist ein Ortsteil der Gemeinde Heideblick im Landkreis Dahme-Spreewald in Brandenburg. Bis zur Eingemeindung nach Heideblick am 31. Dezember 1997 war Langengrassau eine eigenständige Gemeinde.

## Lage
Langengrassau liegt in der Niederlausitz, etwa fünf Kilometer südwestlich der Stadt Luckau. Umliegende Ortschaften sind die Luckauer Ortsteile Paserin im Norden, Zöllmersdorf im Nordosten und Wittmannsdorf im Osten, Waltersdorf im Süden, Wüstermarke im Südwesten sowie das wiederum zu Luckau gehörende Uckro im Nordwesten.
Der Ort liegt an der B 87. Nördlich verläuft die B 102 und östlich die B 96. Durch das Gemarkungsgebiet Langengrassaus fließt die Beke.

## Geschichte
Langengrassau wurde erstmals im Kirchenbuch des Bistums Meißen aus dem Jahr 1346 als Gressaw urkundlich erwähnt. Der Ortsname bedeutet etwa „Dorf in der Grasaue“. 1672 taucht erstmals der Ortsname Langengraßau auf, der Zusatz Langen- dient der Unterscheidung zu Grassau im heutigen Landkreis Elbe-Elster.

## Sehenswürdigkeiten

### Baudenkmale
In der Liste der Baudenkmale in Heideblick sind für Langengrassau acht Baudenkmale aufgeführt:
- Bockwindmühle
- Kriegerdenkmal (Dorfstraße)
- Scheune (Friedensweg)
- Fachwerkhaus (Dorfstraße 1)
- Hofanlage (Dorfstraße 34)
- Dorfkirche Langengrassau (Kirchstraße 1)
- Stallgebäude des Pfarrhofs (Kirchstraße 1)
- Zentralschule mit separatem Hausmeisterwohnhaus (Schulplatz 1)

### Naturschutzgebiete
Nördlich von Langengrassau erstreckt sich das 350,16 ha große Naturschutzgebiet Schuge- und Mühlenfließquellgebiet.

## Persönlichkeiten
- Fritz Niedergesäß (* 1940), deutscher Politiker (CDU)